# Anurak Srikerd
Anurak Srikerd (Thai: อนุรักษ์ ศรีเกิด, * 15. Januar 1975 in Samut Prakan) ist ein ehemaliger thailändischer Fußballspieler. Er wurde vor allem im defensiven und offensiven Mittelfeld eingesetzt. Er ist der jüngste von vier Brüdern.

## Karriere

### Spieler

#### Verein
In Thailand spielte er hauptsächlich für zwei Vereine: Den FC TOT und BEC-Tero Sasana. Mit BEC-Tero gewann er seine größten Titel auf Vereinsebene. Er wurde zweimal Meister und zweimal Vizemeister. Als Spieler des Jahres 2001 trug er maßgeblich zum Gewinn der Meisterschaft bei. 2002 wechselte er zu den Woodlands Wellington nach Singapur in die S-League. Eine schwere Knieverletzung machte ihm schwer zu schaffen und er brachte es nur auf elf Einsätze und vier Tore in dieser Saison. Anschließend ging er zurück nach Thailand um nochmals für BEC-Tero zu spielen. Nachdem er von 2004 bis 2005 für den FC TOT gespielt hatte, unterschrieb er erneut einen Vertrag in der S-League. Diesmal bei Home United, wo bereits mit Sutee Suksomkit und Surachai Jaturapattarapong zwei weitere Thailänder spielten. Mit Home United gewann er den singapurischen Pokal 2005. Er blieb nur eine Saison bei Home United und ging dann zurück nach Thailand. Ab 2006 spielte er erneut für den FC TOT.

#### Nationalmannschaft
Seine Nationalmannschaftskarriere begann 1999. Mit der U-23 nahm er den Südostasienspielen teil und gewann Gold. Im gleichen Turnier erzielte er auch sein erstes Tor im Dress der Nationalelf. Beim 9:0-Sieg über die Philippinen schoss er nach sechs Minuten das 1:0. 2000 nahm er mit der Nationalmannschaft an der Fußball-Asienmeisterschaft teil und gewann den mit der Mannschaft den King’s Cup. Im Finale gegen Finnland erzielte Anurak dabei drei Tore. Das Spiel endete 5:1.

## Erfolge

### Verein
Home United
- Singapore Cup: 2005

BEC-Tero FC
- Thai Premier League

Meister: 2000, 2001/02
Vizemeister 2002/03
- FA-Pokal Thailand: 2000

### Nationalmannschaft
- Endrundenteilnahme an der Fußball-Asienmeisterschaft 2000
- ASEAN-Fußballmeisterschaft Gewinner 2000
- Südostasienspiele Goldmedaille 1999
- King’s Cup Gewinner 2000 und Finalist 2002

## Auszeichnungen
- Tor des Monats der Asian Football Confederation: März 2000
- Spieler des Jahres in der Thai Premier League: 2000